# A Guerra da Beatriz
A Guerra da Beatriz é um filme de drama timorense realizado por Luigi Acquisto e Bety Reis. Tornou-se a primeira longa-metragem produzida por Timor-Leste. Estreou-se em Díli a 17 de setembro de 2013. Foi exibido no Festival de Cinema de Adelaide a 18 de outubro de 2013. Ganhou o Pavão de Ouro na categoria de melhor filme na vigésima quarta edição do Festival Internacional de Cinema da Índia. O filme também ganhou dois prémios na Sociedade Cinematográfica Australiana.

## Elenco
- Irim Tolentino como Beatriz
  - Sandra da Costa como Beatriz (criança)
- Augusta Soares como Teresa
  - Dorotea Soares como Teresa (criança)
- José da Costa como Tomas
  - Eugénio Soares como Tomas (criança)
- Osme Gonçalves como Pai de Nicolau
- Funu Lakan como Celestino dos Anjos